# Command & Conquer: Tiberian Sun
Command & Conquer: Tiberian Sun je strateška videoigra u stvarnom vremenu iz 1999. godine koju je razvio Westwood Studios, objavio Electronic Arts ekskluzivno za Microsoft Windows 27. kolovoza 1999. Igra je nastavak igre Command & Conquer iz 1995 i sadržavala je niz poboljšanja u odnosu na original uključujući promjenu perspektive u igri, balansiranje jedinica između frakcija, dodatne resurse za prikupljanje, nove grafičke efekte i novi soundtrack. Glavna priča igre fokusira se na novi sukob između Globalne obrambene inicijative (GDI) i Bratstva Noda. Kane, vođa Bratstva Noda, za kojeg se pretpostavljalo da je mrtav na kraju kanonskog završetka prethodne igre, vraća se s planom koji GDI pokušava spriječiti. 
Igra je pretrpjela brojna kašnjenja tijekom razvoja, s nizom dodatnih značajki dodanih igri unutar paketa za proširenje Command & Conquer: Tiberian Sun - Firestorm, uključujući način globalnog rata za više igrača. Igra Tiberian Sun postigla je komercijalni uspjeh i dobila pozitivne kritike kritičara, unatoč nekim tehničkim greškama u igri. Igru je kasnije naslijedio nastavak Command & Conquer 3: Tiberium Wars. Tiberian Sun i proširenje Firestorm 12. veljače 2010. Electronic Arts je besplatno objavio.

## Koncept igre
U Tiberian Sun igrač preuzima ulogu jednoga od zapovjednika iz redova GDI ili NODa te se bori protiv protivnika gradeći baze, prikupljajući resurse, stvarajući vojske, a zatim ih pobjeđuje uništavajući njihove jedinice i zauzimajući ili uništavajući njihove baze. Stil igranja slična je igri iz 1995. godine, iako su obje frakcije dobile značajne promjene radi uravnoteženja jedinica, ali zadržavajući značajne razlike s novim strukturama i jedinicama za svaku. GDI se oslanja na teške strateške napade praćenje novim tehnologijama, uključujući posebne obrambene zidove i jedinice koji mogu prelaziti vodena tijela dok se Nod oslanja na nekonvencionalne, fanatične metode napada, gerilski način ratovanja praćen novim tehnologijama, uključujući jedinice koje se mogu pretvoriti u obrambene strukture i koje se mogu kretati ispod zemlju i zaobići neprijateljsku obranu.
Igra je bazirana na izometričkom mehanizmu igre koji sadrži teren različite razine dajući dojam istinskog 3D okruženja i dinamično osvjetljenje koje simulira danonoćne cikluse i specijalne efekte poput ionskih oluja. Neke su zgrade i oklopne jedinice izvedene vokselima, iako se pješaštvo još uvijek prikazuje kao spritovi. Tiberium, jedini resurs igre potreban za financiranje izgradnje struktura i jedinica, sada se sastoji od dvije vrste - standardnog zelenog tiberija i vrijednijeg plavog tiberija - dok se mostovi u igri koji se unište mogu popraviti upotrebom inženjerijske jedinice frakcije na posebnoj zgradi spojenoj s mostom. Mogu se pronaći sanduci koji donose bonuse kao što su dodatni krediti ili liječenje određenog broja oštećenih jedinica.
Igra sadrži lokalni i online mod za više igrača, a kampanja za jednoga igrača omogućuje igraču da odabere jednu od dvije frakcije u bojištima koje se nalaze na tri različite lokacije - Sjevernoj Americi, Europi i Sjevernoj Africi. Kampanja svake frakcije sadrži različite misije, iako brojne uključuju neobvezne sporedne misije koje se mogu poduzeti, a ako se dovrše, daju bonus koji smanjuje težinu idućih misija, bilo to dodatkom dodatnih jedinica, do smanjenja neprijateljskih.

## Radnja
Tiberian Sun nastavlja se na radnju predhodnika Command & Conquer i kanonsku pobjedu Globalne obrambene inicijative (GDI). Radnja prati sukob GDI-a i Bratstva NOD-a te njihovu borbu oko kontrole nad vanzemaljskom supstancom nazvanom "Tiberium". Tiberij je postao ozbiljan problem za svijet od svog dolaska 1990-ih, ne samo zbog izazivanja sukoba između GDI-ja i Noda oko kontrole dragocjenih kristala koje stvara izvlačenjem plemenitih metala iz tla - što je dovelo do Prvog tiberijevskog rata - već zbog mogućnosti da se polako širi i teraformira planetarnu ekologiju i krajolik, uključujući izazivanje mutacija kod ljudi, stvaranje novih životnih oblika i utjecaju na vremenske prilike putem fenomena nazvanog Ionska oluja. GDI je usredotočen na istraživanje metoda za borbu protiv širenja Tiberija, koristeći orbitalnu svemirsku postaju "Philadelphia" da zapovijeda svojim snagama na tlu, dok se Nod raspao na mnoštvo manjih grupa nakon pretpostavljene smrti svog vođe Kanea. Obje glavne frakcije su u vremenu između prvog i drugog Tiberijskog rata stvorile nove tehnologije koja su omogućile jednaku snagu njihovim vojskama, uključujući oklopne šetače, kiborge, napredne obrambene mjere i oklopno pješaštvo.
Dvije kampanje Tiberian Suna usredotočuju se na novi globalni sukob koji je izbio 2030. godine, kada se Kane vraća i preuzima zapovjedništvo nad Bratstvom Nod-a, prisiljavajući GDI da se bori protiv njegovih planova nad kontrolom planeta i rezultirajući Drugim tiberijskim ratom.  Kampanja GDI-a usredotočena je na napore zapovjednika koji se mora boriti protiv naglog porasta napada NOD-a ujedno surađujući s frakcijom mutanata poznatom kao "Zaboravljeni" kako bi zaustavio Kaneove planove s Tiberiumom. Nodova kampanja usredotočena je na napore časnika koji je izbjegao pogubljenje od tadašnjeg vođe najveće frakcije Bratstva koji je tajno bio pod kontrolom GDI-a te počinje raditi na ponovnom ujedinjenju Noda kako bi ispunio Kaneove planove. Velik dio izgleda jedinica i zgrada nastao je pod utjecajem elemenata znanstvene fantastike.